# Christianisme au Kosovo
 (septembre 2022).
La mise en forme du texte ne suit pas les recommandations de Wikipédia : il faut le « wikifier ».
Les points d'amélioration suivants sont les cas les plus fréquents. Le détail des points à revoir est peut-être précisé sur la page de discussion.
- Les titres sont pré-formatés par le logiciel. Ils ne sont ni en capitales, ni en gras.
- Le texte ne doit pas être écrit en capitales (les noms de famille non plus), ni en gras, ni en italique, ni en « petit »…
- Le gras n'est utilisé que pour surligner le titre de l'article dans l'introduction, une seule fois.
- L'italique est rarement utilisé : mots en langue étrangère, titres d'œuvres, noms de bateaux, etc.
- Les citations ne sont pas en italique mais en corps de texte normal. Elles sont entourées par des guillemets français : « et ».
- Les listes à puces sont à éviter, des paragraphes rédigés étant largement préférés. Les tableaux sont à réserver à la présentation de données structurées (résultats, etc.).
- Les appels de note de bas de page (petits chiffres en exposant, introduits par l'outil «  Source ») sont à placer entre la fin de phrase et le point final[comme ça].
- Les liens internes (vers d'autres articles de Wikipédia) sont à choisir avec parcimonie. Créez des liens vers des articles approfondissant le sujet. Les termes génériques sans rapport avec le sujet sont à éviter, ainsi que les répétitions de liens vers un même terme.
- Les liens externes sont à placer uniquement dans une section « Liens externes », à la fin de l'article. Ces liens sont à choisir avec parcimonie suivant les règles définies. Si un lien sert de source à l'article, son insertion dans le texte est à faire par les notes de bas de page.
- La présentation des références doit suivre les conventions bibliographiques. Il est recommandé d'utiliser les modèles {{Ouvrage}}, {{Chapitre}}, {{Article}}, {{Lien web}} et/ou {{Bibliographie}}. Le mode d'édition visuel peut mettre en forme automatiquement les références.
- Insérer une infobox (cadre d'informations à droite) n'est pas obligatoire pour parachever la mise en page.

Pour une aide détaillée, merci de consulter Aide:Wikification.
Si vous pensez que ces points ont été résolus, vous pouvez retirer ce bandeau et améliorer la mise en forme d'un autre article.
 (septembre 2022).
Si vous disposez d'ouvrages ou d'articles de référence ou si vous connaissez des sites web de qualité traitant du thème abordé ici, merci de compléter l'article en donnant les références utiles à sa vérifiabilité et en les liant à la section « Notes et références ».
Le christianisme au Kosovo a une longue tradition datant de l'Empire romain. Toute la région des Balkans avait été christianisée par les Romains, les Byzantins, le Premier Empire bulgare, le Royaume serbe, le Second Empire bulgare et l'Empire serbe jusqu'au XIIIe siècle. Après la bataille du Kosovo en 1389 jusqu'en 1912, le Kosovo a fait partie de l'Empire ottoman musulman et un niveau élevé d'islamisation s'est produit. Au cours de la période qui a suivi la Seconde Guerre mondiale, le Kosovo était gouverné par les autorités socialistes laïques de la République fédérative socialiste de Yougoslavie (RFSY). Durant cette période, les Kosovars se sécularisent de plus en plus. Aujourd'hui, 90 % de la population du Kosovo est issue de familles musulmanes, dont la plupart sont des Albanais de souche, mais aussi des locuteurs slaves (qui s'identifient principalement comme des Gorani ou des Bosniaques) et des Turcs.

## Église orthodoxe

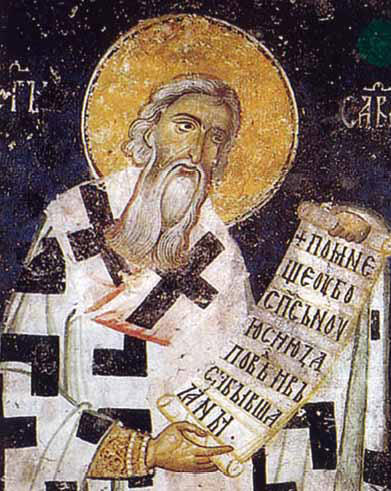
Saint Sava sur une fresque au Patriarcat orthodoxe serbe de Peć.

La population serbe, estimée entre 50 000 et 100 000 personnes, est majoritairement orthodoxe. Le Kosovo compte 26 monastères et de nombreuses églises, églises et monastères orthodoxes,,, dont trois sont des sites du patrimoine mondial de la Serbie en tant que monuments médiévaux au Kosovo : le monastère patriarcal de Peć, Visoki Decani, Notre-Dame de Ljeviš et de Gračanica. Des dizaines d'églises ont été détruites et d'autres endommagées après la fin de la gouvernance serbe en 1999, et 35 autres ont été endommagées au cours de la semaine des violences albanaises en mars 2004.

## Église catholique

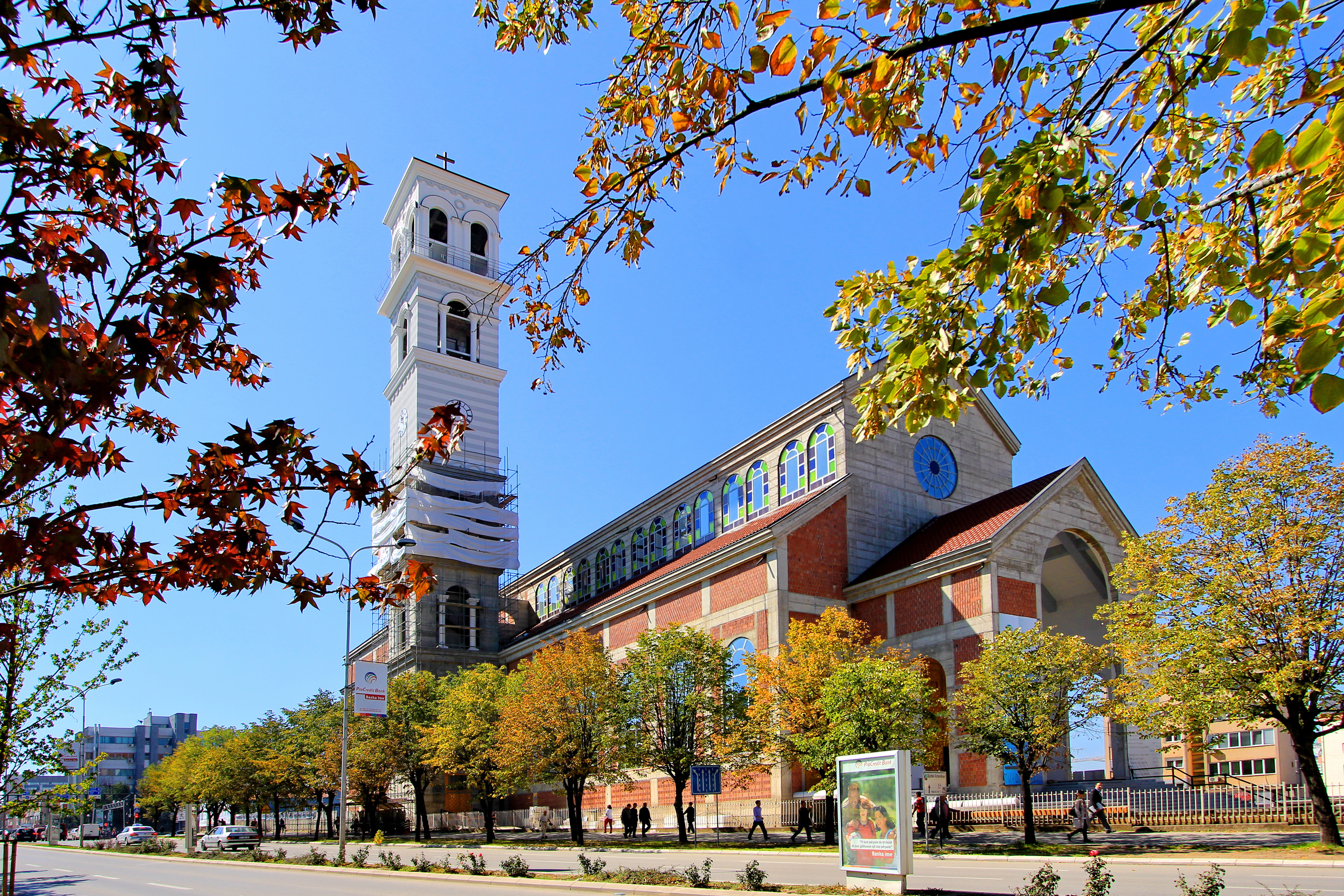
Cathédrale Sainte-Mère Teresa à Pristina.

Environ trois pour cent des Albanais de souche au Kosovo restent membres de l'Église catholique malgré la conversion de la majeure partie de la population à l'islam depuis le début de la domination ottomane. Pendant la période où la conversion des catholiques à l'islam fut la plus rapide (de la seconde moitié du XVIe siècle à la fin du XVIIIe siècle), de nombreux convertis continuèrent à pratiquer les rites catholiques en privé, bien que l'Église catholique l'ait interdit à partir de 1703, et jusqu'en 1845, un nombre important de personnes qui s'étaient fait passer pour des musulmans se déclarèrent catholiques, pour éviter la conscription. Il y a encore des cas signalés de familles "retournant" à leur foi catholique - il y a environ 65 000 catholiques au Kosovo et 60 000 autres catholiques nés au Kosovo en dehors du Kosovo.  Mère Teresa, dont les parents étaient du Kosovo, a vu la vision qui l'a décidée à sa vocation religieuse à l'église de la Vierge noire à Letnica au Kosovo. Le boulevard central de Pristina porte son nom. Une cathédrale catholique a été consacrée à Pristina en 2011, après avoir été construite sur un terrain donné par la municipalité. Pendant la guerre du Kosovo (1999), le vandalisme des églises catholiques albanaises du Kosovo s'est produit. L' église Saint-Antoine située à Gjakova a subi des dommages importants causés par des soldats serbes yougoslaves. À Pristina, des officiers serbes yougoslaves ont expulsé des religieuses et un prêtre de l'église catholique de Saint-Antoine et installé un radar d'avion dans le clocher, ce qui a entraîné le bombardement de l'église et des maisons environnantes par l'OTAN.

## Protestantisme
Il y a aussi un petit nombre de protestants évangéliques, dont la tradition remonte au travail des missionnaires méthodistes centrés à Bitola, à la fin du XIXe siècle. Ils sont représentés par l' Église évangélique protestante du Kosovo (KPEC).